# فيل ويسنر
فيل ويسنر (بالإنجليزية: Phil Wisner)‏ هو لاعب كرة قاعدة أمريكي، ولد في 1 يوليو 1869 في واشنطن العاصمة في الولايات المتحدة، وتوفي بنفس المكان في 5 يوليو 1936.

## وصلات خارجية
- فيل ويسنر على موقعبيزبول رفرنس.كوم (الدوري الرئيسي) (الإنجليزية)
- فيل ويسنر على موقعبيزبول رفرنس.كوم (الدوري الثانوي) (الإنجليزية)